# Hunter S. Thompson
Hunter Stockton Thompson, född 18 juli 1937 i Louisville i Kentucky, död 20 februari 2005 i Woody Creek (nordväst om Aspen) i Colorado, var en amerikansk journalist och författare, samt portalfigur för och upphovsman till den så kallade gonzojournalistiken.

## Biografi
Thompson föddes i en medelklassfamilj i Louisville, Kentucky, och hade en turbulent ungdom efter att faderns död försatt familjen i fattigdom. Han kunde rent formellt inte avsluta high school, då han fängslats i 60 dagar för medhjälp till rån. Efter avtjänat fängelsestraff tog han värvning i  USA:s flygvapen på Eglin Air Force Base i Florida där han blev sportredaktör för förbandets tidning. Efter att han lämnat flygvapnet 1958 arbetade han en tid som utrikeskorrespondent i Puerto Rico. Inspirerad av vistelsen i Puerto Rico skrev han den skönlitterära boken Romträsket (The Rum Diary) som dock inte publicerades förrän 1998 då han nått kändisstatus. 
Thompson blev internationellt känd i samband med publiceringen av Hell’s Angels (1967). Den information som låg till grund för boken fick han genom att under ett år leva och åka runt med motorcykelklubben Hell's Angels. Från att tidigare ha varit en relativt konventionell journalist blev han i samband med att år 1970 ha publicerat The Kentucky Derby Is Decadent and Depraved en motkulturell figur, med sin egen version av new journalism, där han myntade termen "gonzo", en experimentell version av journalistik där reportrar lade sig i händelseförloppet till en sådan grad att de själva blev protagonister i sina egna berättelser. Det verk som han är mest känd för, Las Vegas: en grym resa till hjärtat av den amerikanska drömmen (1971), är en omtuggning av 1960-talets motkulturs misslyckande. Det började som en följetong i Rolling Stone, ett magasin som Thompson länge kom att förknippas med, och 1998 släpptes en film med Johnny Depp och Benicio del Toro, som regisserades av Terry Gilliam.
På det politiskta planet försökte Thompson att bli sheriff för Pitkin County i Colorado, år 1970, men misslyckades. Han blev känd för sitt ingrodda hat mot Richard Nixon, som han påstod representera "den mörka, korrumperade och den obotligt våldsamma sidan av den amerikanska drömmen" och som han beskrev i Fear and Loathing on the Campaign Trail '72. Thompsons värdighet minskade från mitten av 1970-talet, då han kämpade med kändisskapets konsekvenser, och klagade över att han inte längre kunde rapportera om händelser då han var för välkänd. Han var även känd för sitt livslånga användande av alkohol och illegala droger, sin dragning till handeldvapen, samt sitt ikonoklastiska förakt för auktoritarianism. Han påpekade att han "hatar att tvingas försvara droger, alkohol, våld, eller galenheter som drabbar andra, men de har alltid funkat för mig".
Efter en rad hälsoproblem begick Thompson självmord vid 67 års ålder. I enlighet med hans önskan avfyrades en kanon med hans aska under en ceremoni som betalades av hans vän Johnny Depp och som många av hans vänner bevistade, inklusive den dåvarande senatorn John Kerry och Jack Nicholson. Hari Kunzru har skrivit att "Thompsons sanna röst är den som kommer att vara den amerikanska moralistens ... en som ofta förfular sig själv i syfte att exponera omvärldens fulhet".

## Galleri

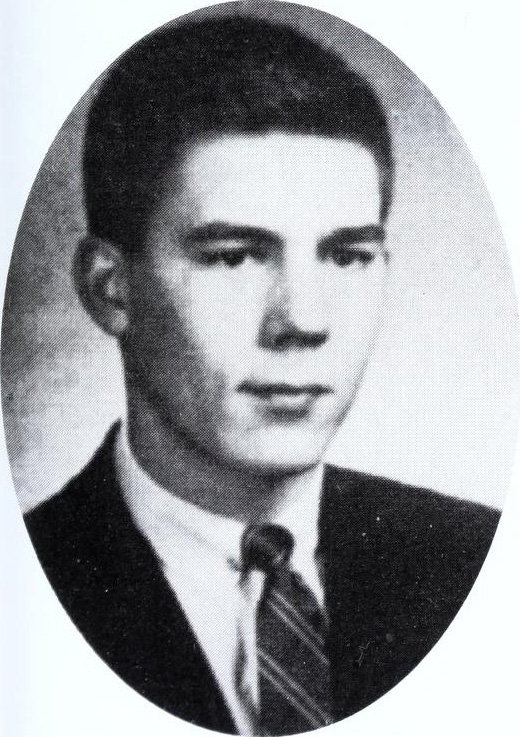
Hunter S. Thompson i gymnasiet 1955.
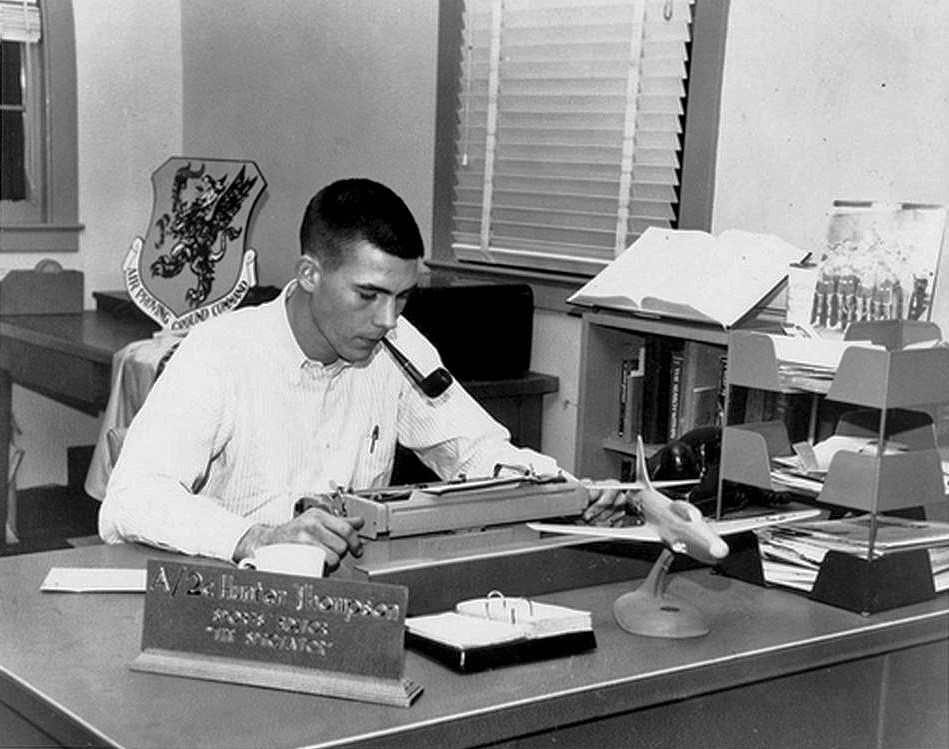
Hunter S. Thompson vid flygvapnet 1957.
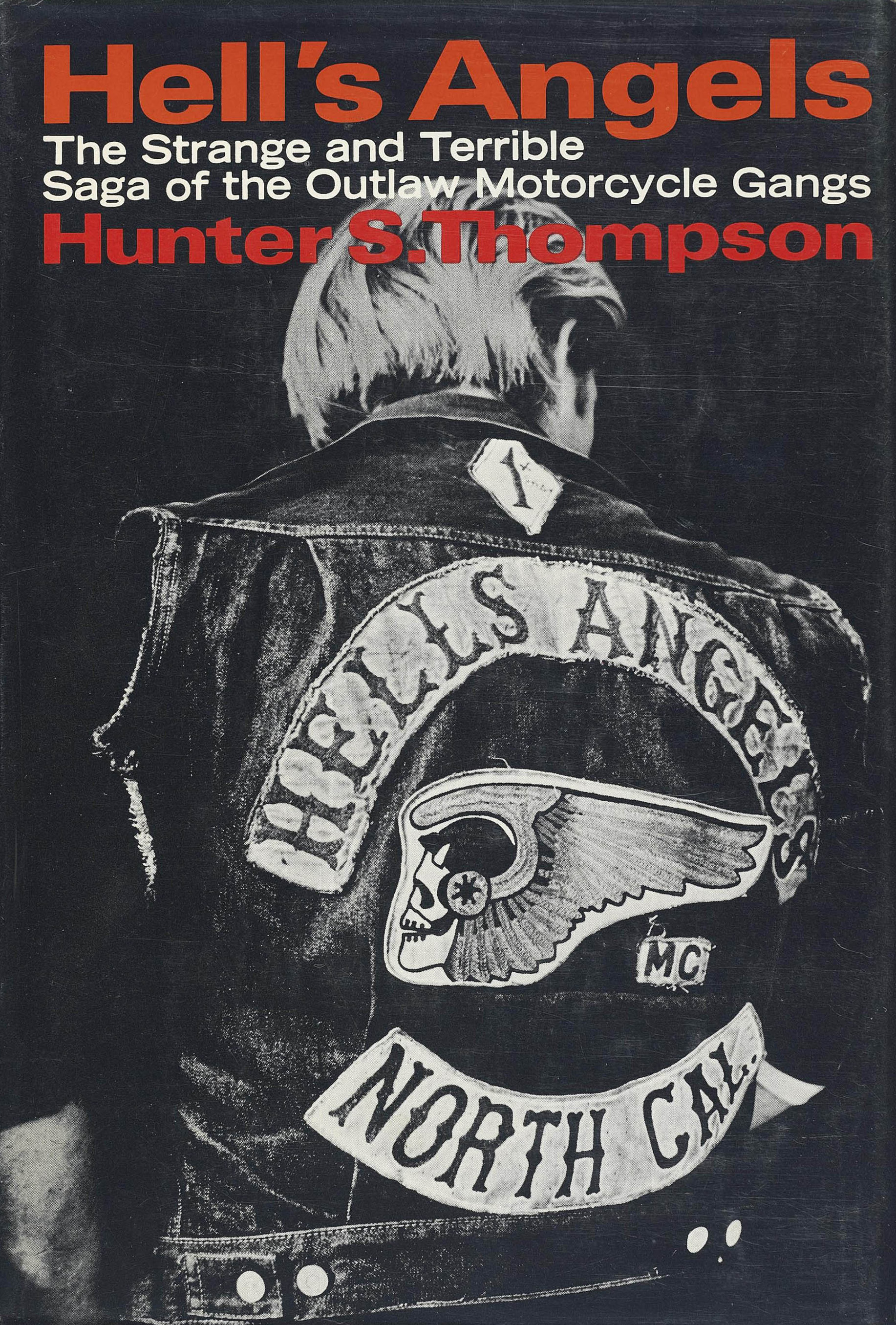
Omslag på Hell's Angels från 1967.
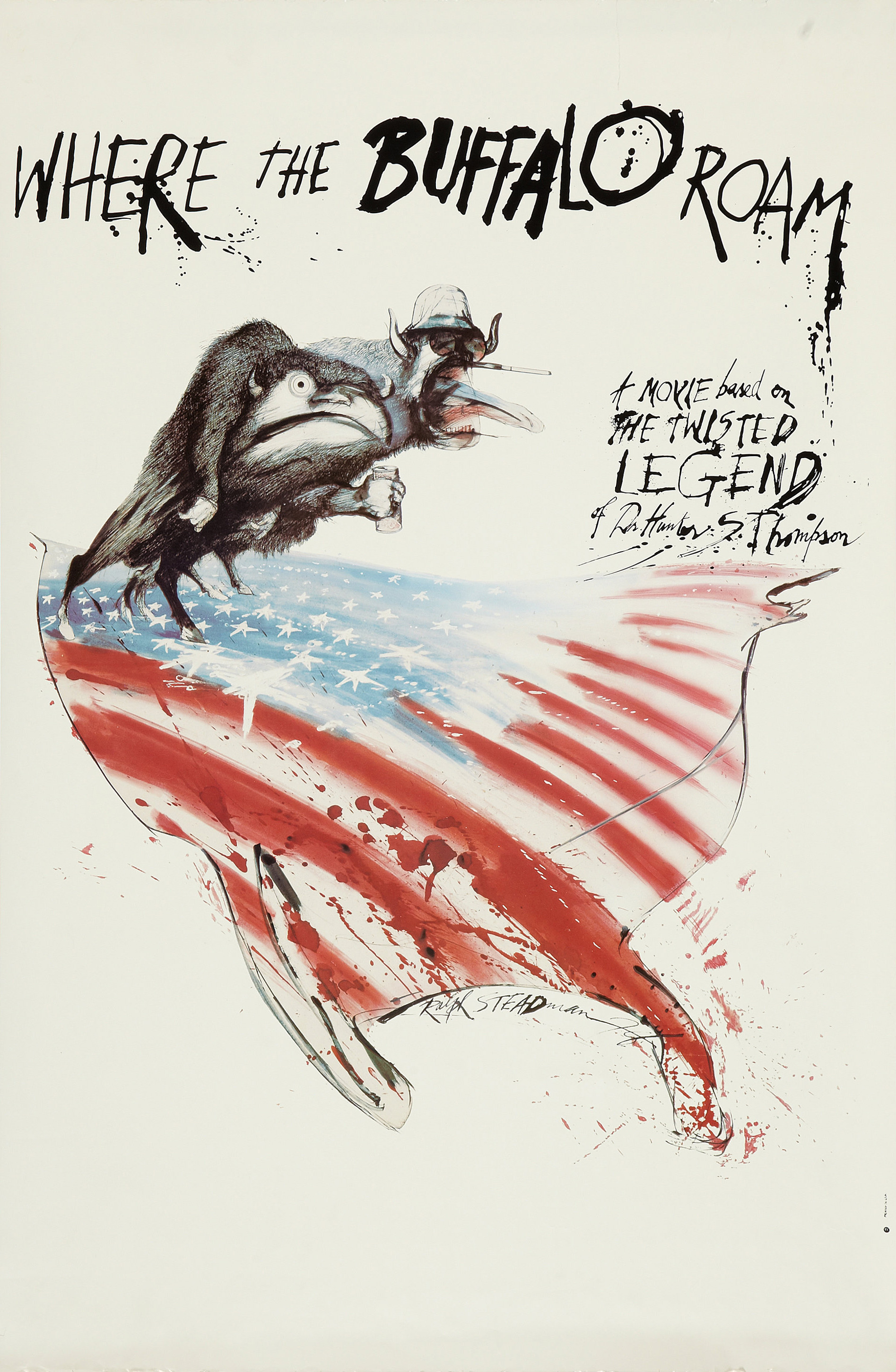
Poster till filmen Where the Buffalo Roam från 1980.
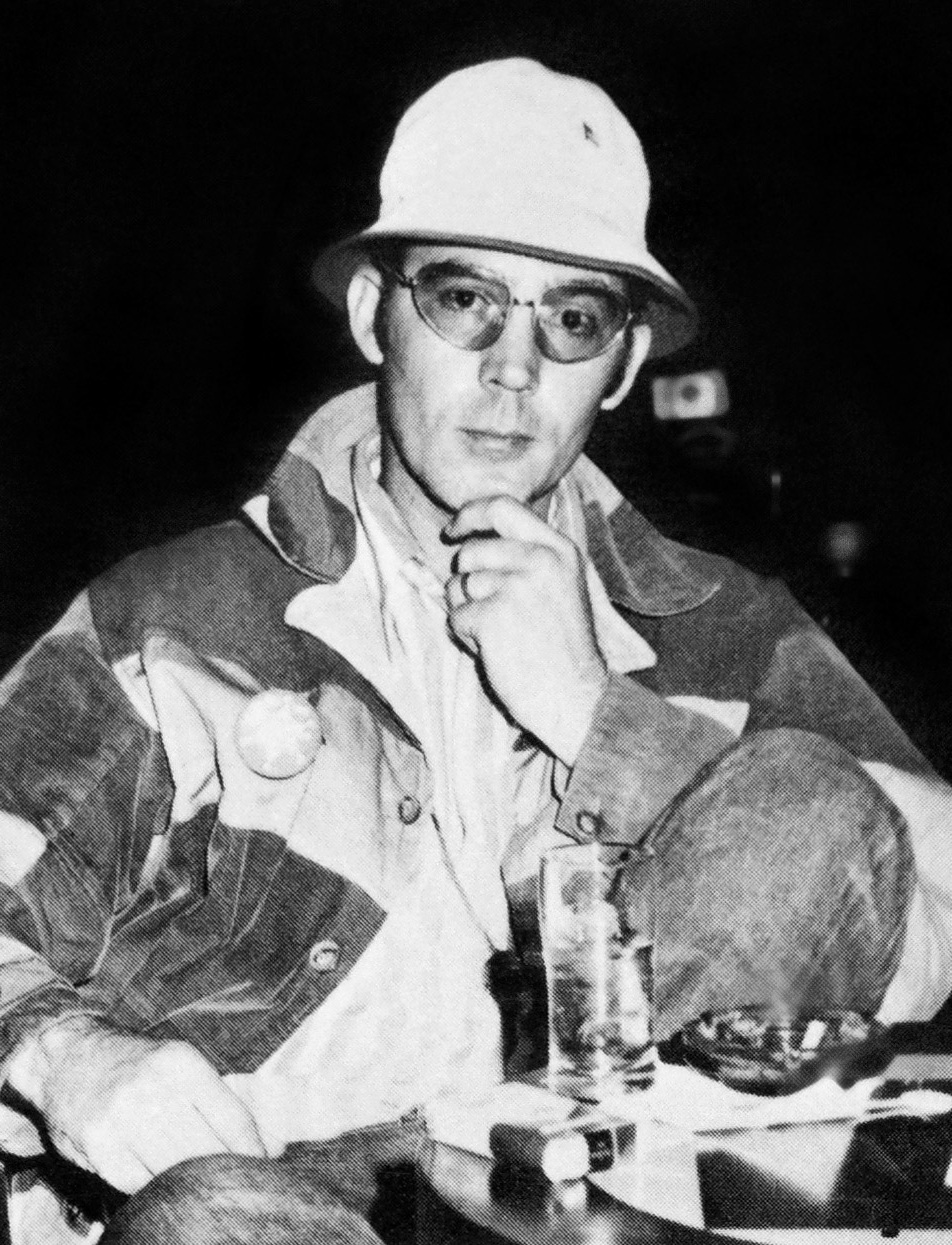
Thompson, i Las Vegas 1971